# Penchard
Penchard ist eine französische Gemeinde mit 1357 Einwohnern (Stand 1. Januar 2022) im Département Seine-et-Marne in der Region Île-de-France. Der Ort befindet sich vier Kilometer nördlich von Meaux an der Route nationale 332. Penchard gehört zum Gemeindeverband Communauté d’agglomération du Pays de Meaux.

## Geschichte
Der Ort wird erstmals im 8. Jahrhundert genannt.

## Sehenswürdigkeiten
- Kirche Saint-Nicolas, erbaut im 19. Jahrhundert

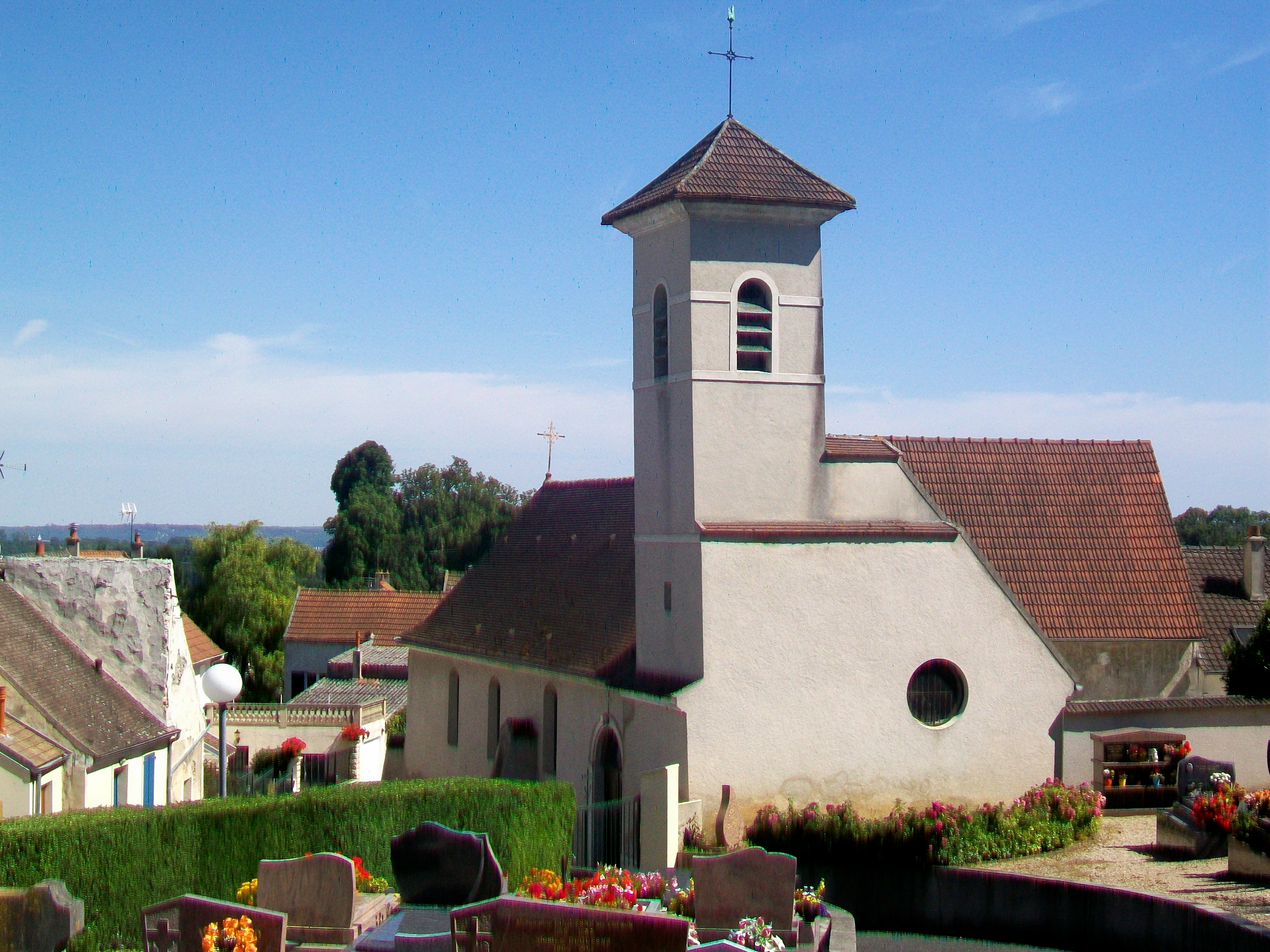
Kirche Saint-Nicolas